# Bükkfa-fürgekarolópók
A bükkfa-fürgekarolópók (Philodromus margaritatus) a fürgekarolópókok (Philodromus) nemzetségébe tartozó pók faj. Megtalálható egész Európában (kivéve Írország), Törökországban, Oroszországban, a Kaukázusban, Kazahsztánban, de a távol-keleten is előfordul (Japán, Korea). A magyar neve félrevezető, mert nem csak bükkfákon él, sőt nem csak hegyvidéken él, hanem síkvidéki fás élőhelyeken is megtalálható.

## Megjelenés
A hímek 5-7 mm, a nőstények 8-10 mm nagyok. A színezetük és mintázatuk nagyon változatos, de leginkább a fekete és szürke szín árnyalatai dominálnak, a szakirodalom szerint a hímek sötétebb színűek. A potroh erősen kiszélesedő, lábai hosszúak, lapított testfelépítésű. Mind a színezete és a rajzolata a környezetbe való beolvadást segíti az élőhelyén (fák zuzmókkal benőtt kérge). 

## Élőhely
Ez a faj leginkább fák kérgén él, de néha köveken is megtalálható. A karolópókokhoz hasonlóan a környezetébe beolvadva várja zsákmányát, de a nagyobb ragadozók elöli elrejtőzést is segíti színezete. Mivel elsősorban fákon él, így erdőkben, parkokban, gyümölcsösökben található meg. A nyári időszakban találhatjuk meg a legnagyobb valószínűséggel.